# Стрелок (фильм, 1997)
«Стрелок» (англ. The Shooter; также выпускался под названием Deadly Shooter) — американский вестерн 1997 года режиссёра Фреда Олена Рэя с Майклом Дудикоффом в главной роли.

## Сюжет
Ковбой и ветеран Гражданской войны Майкл Атертон (Майкл Дудикофф) спасает от жестокой расправы проститутку Венди (Валери Уайлдман), застрелив нескольких напавших на неё негодяев. Однако очень быстро выясняется, что один из убитых — сын богатого владельца ранчо Джерри Крантца (Уильям Смит), который держит в страхе соседний городок Кингстон. Крантц и банда его головорезов мстят ковбою: они избивают Майкла, ломают ему руки и распинают на кресте, оставив умирать в пустыне. Венди спасает Майкла и помогает ему оправиться от травм, а тем временем в городок прибывает бывший конфедерат Кайл Таперт (Рэнди Трэвис), у которого свои счёты с Атертоном.

## В ролях
- Майкл Дудикофф — Майкл Атертон
- Рэнди Трэвис — Кайл Таперт
- Уильям Смит — Джерри Крантц
- Эндрю Стивенс — Джейкоб Финч / рассказчик
- Валери Уайлдман — Венди
- Кейн Ходдер — боец (камео)

## Критика
Согласно данным Rotten Tomatoes, фильм понравился 53% зрителей.
Немецкая программа TV Spielfilm и издание Lexikon des internationalen Films в целом положительно отозвались о фильме, отметив, что для актёра Майкла Дудикоффа это необычная роль, поскольку раньше он не снимался в спагетти-вестернах.